# آدام نادی
آدام نادی (مجاری: Nagy Ádám؛ زادهٔ ۱۷ ژوئن ۱۹۹۵) یک بازیکن فوتبال اهل مجارستان است که در پست هافبک برای بولونیا در سری آ بازی می‌کند.
از باشگاه‌هایی که در آن بازی کرده‌است می‌توان به باشگاه فوتبال فرنتس‌واروش اشاره کرد.
وی همچنین در تیم ملی فوتبال مجارستان بازی کرده‌است و در جام ملت‌های اروپا ۲۰۱۶ حضور داشته‌است.